# ファーティフ (フリゲート)
ファーティフ (TCG Fatih、F-242) はトルコ海軍のヤウズ級フリゲートの3番艦である。本艦は同級で初めてトルコ国内で建造された艦で、トルコ海軍の近代化のためギョルジュク海軍工廠で建造することになった4隻のうちの1隻である。B+V社のMEKO 200型フリゲートに基づいている。艦名はコンスタンティノープルを征服し、オスマン帝国の版図を大きく広げたメフメト2世の別名「征服王 (Fatih、ファーティフ)」にちなむ。
ファーティフは1987年に進水し、1988年に就役した。全長115.5メートル、幅14.2メートル、喫水4.1メートルで、乗組員は士官21名、下士官96名、技官9名、兵員59名の計185名である。

## 装備

### 兵装
- 1 x 54口径127mm単装砲（Mk.45 5インチ砲）
- 3 × 25mm シー・ゼニス CIWS
- 2 x 4連装 ハープーン SSM発射筒
- 1 x Mk.29 8連装シースパローSAM発射機(予備弾8発)
- 2 x Mk.32 3連装短魚雷発射管、Mk.46魚雷

### センサー
- DA-08/1S 対空捜索レーダー
- WM-25 短SAM/砲射撃指揮レーダー
- AWS-6 低空警戒/対水上レーダー
- STIR-24 短SAM射撃指揮レーダー
- デッカTM 1226 航法レーダー
- TMKu CIWS射撃指揮レーダー×2
- ラカル・カトラスB1 電波探知装置
- ラカル・スコルピオンB1 電波妨害装置
- DE-1160 ソナー